# Final Attraction
Final Attraction es el primer álbum de estudio de la banda alemana de synth pop Cinema Bizarre, lanzado en octubre de 2007, semanas después del lanzamiento de su primer sencillo "Love Songs (They kill me)". Del álbum se lanzaron tres videoclips, correspondientes a los tres senciilos extraídos del mismo.

## Lista de canciones
| Edición Especial |                             |          |  |
| N.º              | Título                      | Duración |  |
| 1.               | «Love Songs (They Kill Me)» | 3:44     |  |
| 2.               | «How Does It Feel»          | 3:47     |  |
| 3.               | «Silent Scream»             | 3:58     |  |
| 4.               | «Get Off»                   | 3:14     |  |
| 5.               | «Forever Or Never»          | 3:20     |  |
| 6.               | «Escape To The Stars»       | 3:50     |  |
| 7.               | «After The Rain»            | 3:37     |  |
| 8.               | «She Waits For Me»          | 3:14     |  |
| 9.               | «I Don't Believe»           | 3:13     |  |
| 10.              | «The Way We Are»            | 3:56     |  |
| 11.              | «Dysfunctional Family»      | 3:52     |  |
| 12.              | «Heavensent»                | 4:09     |  |
| 13.              | «Angel In Disguise»         | 3:53     |  |
| 14.              | «The Silent Place»          | 3:55     |  |
| 15.              | «Spaceman»                  | 3:30     |  |

## Charts
| Chart (2008)          | Posición peak |
| --------------------- | ------------- |
| Austrian Albums Chart | 28            |
| French Albums Chart   | 24            |
| German Albums Chart   | 9             |
| Italian Albums Chart  | 48            |